# Прилепска контрачета
Прилепската контрачета е създадена с помощта на българските власти във Вардарска Македония с цел борба срещу комунистическите партизани. Създадена е през есента на 1941 година. Четата наброява 15 души. След около 4 месеца е разформирована. През 1944 година е създадена отново с около 10 души състав, но е разформирована след 2-3 месеца.